# Právní princip
Pojem právní princip, někdy též označován jako právní zásada nebo maxima (z lat. maxima = „největší“; římskému právu byl však tento termín neznámý), označuje „pravidla, která tvoří základ určitého právního institutu, zákona, právního odvětví nebo (v případě obecných právních  principů) právního řádu jako celku“. Význam právního principu může být jak velmi široký (např. princip práva na spravedlivý proces), tak i značně konkrétní (např. princip presumpce neviny v trestním právu).
Na rozdíl od právní normy má právní princip vysokou míru obecnosti, platí vždy a adresátům obvykle z právních principů nevyplývají bezprostřední povinnosti a ani práva. Svou podstatou je velmi podobný právnímu obyčeji, protože není nikde pozitivně vyjádřen a informaci o něm je třeba získat jinak, úvahou z právních předpisů, normativních smluv či z právních publikací. Na rozdíl od obyčeje však nevyplývá ze společenských zvyklostí, ale ze systému práva jako takového.

## Klasifikace (dělení) právních principů
Aleš Gerloch právní principy dělí:
1. tradiční principy a principy moderního práva – Mezi tradiční lze zařadit principy jako jsou pacta sunt servanda (smlouvy se mají dodržovat) nebo neminem laedere (nikomu neškodit). Tyto principy by měly být přítomné ve všech právních systémech. Mezi principy moderního práva se pak řadí principy typu rovnost před zákonem, neznalost práva neomlouvá, princip legitimního očekávání nebo princip předvídatelnosti práva.
2. principy platné universálně a principy odvětvové – U odvětvových se jedná například o principy trestního práva nullum crimen, nulla poena sine lege (není zločinu a není trestu bez zákona) nebo například zásadu presumpce neviny.
3. hmotněprávní a procesněprávní zásady – U hmotněprávních zásad lze opět zmínit například zásadu neminem laedere, k procesněprávním zásadám pak například patří princip nullus processus criminalis sine lege (není trestního řízení bez zákona).

## Význam a podstata právních principů
Právní principy se v právním řádu, ale i v jednotlivých právních odvětvích snaží o pochopení podstaty, obsahu a smyslu právních institutů a skutečností. Právní principy mají obrovský význam v oblasti zákonodárství, kde by měl být kladen důraz na respektování již existujících právních principů. Právní princip by také měl sloužit jako návod při interpretaci právní normy. Právní principy tak mají dvojí význam. Za prvé slouží jako pojistka v případech, kdy zákonodárce nepřijímá právní předpisy uspokojivě. A za druhé slouží jako poměrně dobré vodítko právního myšlení, a to zejména v případech aplikace zásad.
Maximy mají největší význam v angloamerickém právu, kde soustava (původně latinsky vyjádřených) zásad tvoří celou jeho větev nazývanou ekvita. V kontinentálním právu, které je založeno na systému psaných právních předpisů, se právní principy uplatňují méně, avšak zejména v posledních desetiletích se s nimi lze setkat ve formě ústavních imperativů. Některé zásady jsou také včleněny do ustanovení platného psaného práva, jehož se tak staly součástí, např. maxima nemo turpitudinem suam allegans audiatur, zákaz dovolávat se vlastní nepoctivosti, je pro zvláštní případ relativní neplatnosti právního jednání obsažena v ustanovení § 579 odst. 1 českého občanského zákoníku: „Způsobil-li někdo neplatnost právního jednání, nemá právo namítnout neplatnost nebo uplatnit z neplatného právního jednání pro sebe výhodu.“ Jiné zásady tuto podobu nemají, avšak jejich závaznost je obecně uznávána, např. procesní zásada, že poslední slovo musí mít v řízení žalovaný.

## Judikatura k právním principům
K charakteru a formě právních principů v České republice se v roce 1997 vyjádřil Ústavní soud takto:
„Moderní demokratická psaná ústava je společenskou smlouvou, kterou se lid, představující ústavodárnou moc (pouvoir constituant), ustavuje v jedno politické (státní) těleso, zakotvuje vztah individua k celku a soustavu mocenských (státních) institucí. Dokument institucionalizující soustavu základních obecně akceptovaných hodnot a formující mechanizmus a proces utváření legitimních mocenských rozhodnutí nemůže existovat mimo veřejností akceptovaného kontextu hodnot, spravedlnostních představ, jakož i představ o smyslu, účelu a způsobu fungování demokratických institucí. Jinými slovy nemůže fungovat mimo minimálního hodnotového a institucionálního konsenzu. Pro oblast práva z toho plyne závěr, že pramenem práva obecně, jakož i pramenem práva ústavního, a to i v systému psaného práva, jsou rovněž základní právní principy a zvyklosti.“